# Neostichtis
Neostichtis là một chi bướm đêm thuộc họ Noctuidae.